# دائرة الحمادنة
دائرة الحمادنة إحدى دوائر ولاية غليزان الجزائرية . عاصمتها هي الحمادنة وتضم بلديات : 
- الحمادنة
- واد الجمعة